# Arhiducesa Maria Beatrix de Austria-Este
Maria Beatrix de Austria-Este (germană Maria Beatrix Anna Franziska, Erzherzogin von Österreich-Este, Prinzessin von Modena) (13 februarie 1824 – 18 martie 1906) a fost membră a Casei de Austria-Este, Arhiducesă de Austria, Prințesă a Ungariei și Boemiei și Prințesă de Modena prin naștere. A fost al patrulea și cel mai mic copil al lui Francisc al IV-lea, Duce de Modena și a nepoatei și soției sale, Maria Beatrice de Savoia. Prin căsătoria cu Juan, Conte de Montizón, Maria Beatrix a devenit membră a Casei de Bourbon. Juan a fost pretendent carlist la tronul Spaniei din 1860 până în 1868 și pretendentul legitimist la tronul Franței din 1883 până în 1887. 